# Џејсон Капоно
Џејсон Капоно (енгл. Jason Kapono; Лонг Бич, Калифорнија, 4. фебруара 1981) бивши је амерички кошаркаш. Играо је на позицијама бека и крила.

## Рана каријера
Похађао је средњу школу Артесија у Лејквуду, Калифорнија. Изабран је у Мекдоналдс Ол-Американ тим и освојио је неколико признања и награда. Након успешне средњошколске каријере, Капоно је имао солидну каријеру на универзитету УЦЛА. Универзитет је завршио као трећи најбољи стрелац УЦЛА с 2,095 поена. Изабран је у „All-Pac 10“ прву петорку и постао је једини играч који је четири године заредом предводио екипу у поенима. Дипломирао је историју. Одлучио је да се пријави на НБА драфт 2003. године.

## НБА
Одабран је као 31. пик на НБА драфту 2003. од стране Кливленд кавалирса. У првој сезони, Капоно је одиграо само 41 утакмицу, од тога је стартовао само у три утакмице. Упркос томе, Капоно је предводио екипу у просеку иза линије три поена са 47,7%. Након прве сезоне, Капоно је мењан у Шарлот бобкетсе. У Бобкетсима је унапредио свој просек с 3,5 на 8,5 поена по утакмици.
Убрзо је постао слободан играч и потписао је за Мајами хит са којим је освојио НБА титулу 2006. године. Током сезоне 2006/07. Капонове бројке и минути су се повећавали. Предводио је НБА лигу с просеком од 51,4% постигнутих поена иза линије три поена те је замало срушио рекорд Стива Кера по проценту тројки у једној сезони. Током НБА Ол-стар викендаа 2007. године, Капоно се пријавио на такмичење у брзом шутирању тројки које је касније и освојио. У финалу је постигао 24 поена и тиме изједначио рекорд Марка Прајса у броју постигнутих поена током финала тог такмичења.
У сезони 2007/08. Капоно је поново предводио лигу у проценту постигнутих тројки и поново је освојио такмичење у брзом шутирању тројки. У финалном кругу такмичења постигао је 25 поена и изједначио је рекорд из 1986. године. На Ол-Стар викенду 2009. није остварио и трећу победу јер је победник био играч Мајами хита, Дејкван Кук.
Дана 9. јуна 2009, Капоно је мењан у Филаделфија севентисиксерсе за Реџија Еванса. У Филаделфији је остао две сезоне да би 9. децембра 2011. потписао за Лос Анђелес лејкерсе. У Лејкерсима се задржао кратко јер је већ 15. марта 2012. мењан у свој први клуб Кавалирсе, који су га после два дана отпустили.

### НБА рекорд
Дана 25. новембра 2007. Капоно је постао најпрецизнији играч иза линије три поена у НБА историји. Тог датума постигао је 250. тројку у каријери и тако се уврстио на листу најпрецизнијих тројкаша. Одмах је заузео прво место са просеком од 46,1% погођених тројки. Тиме је претекао Стива Кера који има просек од 45,4% погођених тројки. Међутим 2009, Капону је пао проценат прецизности на 45,4% те се тако изједначио на првом месту са Стивом Кером.

## Успеси

### Клупски
- Мајами хит:
  - НБА (1): 2005/06.
- Панатинаикос:
  - Куп Грчке (1): 2013.

### Репрезентативни
- Светско првенство до 21 године:  2001.

### Појединачни
- Победник НБА такмичења у брзом шутирању тројки (2): 2007, 2008.